# Hotel Glam
Hotel Glam fue un reality show español emitido por Telecinco entre el 6 de marzo y el 12 de junio de 2003. El programa, presentado por Jesús Vázquez y producido por Gestmusic, se llamaba inicialmente Hotel Glamour, pero la revista Glamour les demandó y tuvieron que renombrar el concurso ya comenzado.

## Formato
Durante la primavera de 2003, a lo largo de alrededor de tres meses, varios personajes conocidos convivían en un lujoso hotel, disfrutando de todas las comodidades y fiestas. A diferencia de otros reality shows, Hotel Glam no consistía en un programa de encierro, ya que los concursantes podían salir del hotel para realizar excursiones y visitar otros platós de Telecinco, como el de Crónicas marcianas, cuyo plató se encontraba en la misma localización. Además, conforme avanzaba el concurso, entraban nuevos participantes y, cada semana, el público expulsaba a un concursante hasta que se coronaba al ganador, que recibía un premio de 50.000 euros.

## Historia
Hotel Glam inició su andadura en Telecinco en el año 2003, siendo producido por Gestmusic (Endemol) y grabado en los estudios de San Justo Desvern, en Barcelona. Este formato fue la apuesta de Telecinco para, basándose en el reality Gran Hermano, crear un nuevo formato en el que los concursantes convivirían en un hotel de lujo, disponiendo de todas las comodidades asociadas.
El programa, conducido por Jesús Vázquez, pronto alcanzó un notable éxito de audiencia y se convirtió en uno de los grandes exponentes del entretenimiento de la televisión de España. Así, aprovechando el tirón de las galas semanales, Gestmusic también lanzó un CD con temas interpretados por los concursantes, entre los que destacaban la versión que hicieron varios de ellos de «Es una lata el trabajar» (de Luis Aguilé), «Loca» de Malena Gracia, «Hasiendo el amor» de Dinio García o «Mucho Pocho» de Pocholo Martínez-Bordiú. Otras canciones del disco fueron «¿A quién le importa?» (Tamara), «Ritmo de la noche» (Yola Berrocal y su prima Prado), «Pavo real» (Lino Martone), «Qué difícil es hacer el amor en el Hotel Glam», «Boys, boys, boys» y «Macho Man» (varios).
Finalmente, el hotel cerró sus puertas de manera definitiva el 12 de junio de 2003 con una audiencia media de más de 4.029.000 y un 25,7% de cuota de pantalla. Su minuto de oro fue en la final con 7.319.000 de espectadores, el 55,2% de la cuota de pantalla, en la que Yola Berrocal fue proclamada ganadora con un 55,33% de los votos de la audiencia, quedando en el segundo y tercer lugar, respectivamente, Pocholo Martínez-Bordiú y Malena Gracia. Aun así, a pesar de su éxito en audiencias, solo tuvo una temporada, ya que fue un formato polémico.

## Equipo

### Presentadores
| Jesús Vázquez |

## Hotel Glam (2003)
- 6 de marzo de 2003 - 12 de junio de 2003 (98 días)

Alrededor de las 22:00 horas del 6 de marzo de 2003, Telecinco abría un nuevo capítulo en los reality shows con Hotel Glam. Jesús Vázquez, el presentador, dio a conocer a los inquilinos que habitarían este hotel de 5 estrellas. Aramís Fuster, Dinio García, Pocholo Martínez-Bordiú, Yola Berrocal y Tamara, entre otros, fueron protagonistas del formato.

### Concursantes
| Concursante             | Procedencia | Profesión/Conocido por ser...   | Posición final                    |
| ----------------------- | ----------- | ------------------------------- | --------------------------------- |
| Yola Berrocal           | Ciudad Real | Bailarina, actriz y cantante    | Ganadora (55,33%)                 |
| Pocholo Martínez-Bordiú | Madrid      | Aristócrata y empresario        | 2.º finalista (44,67%)            |
| Malena Gracia           | Madrid      | Presentadora, actriz y cantante | Intrusa y 3.ª finalista (21,08%)  |
| Lino Martone            | Caracas     | Actor y cantante                | Intruso y 10.º expulsado (27,21%) |
| Eliane Lallouz          | Canadá      | Amante de Dinio                 | Intrusa y 9.ª expulsada (32,54%)  |
| Juan Miguel Martínez    | Castellón   | Exmarido de Karina              | 8.º expulsado (58,63%)            |
| Dinio García            | La Habana   | Expareja de Marujita Díaz       | Abandono voluntario               |
| Chonchi Alonso          | Madrid      | Exmujer de Andrés Pajares       | Intrusa y 7.ª expulsada (60,63%)  |
| Tamara                  | Vizcaya     | Cantautora                      | 6.ª expulsada (70,03%)            |
| Israel Pita             | Orense      | Concursante de Gran Hermano 1   | Intruso y 5.º expulsado (55,38%)  |
| Encarni Manfredi        | Sevilla     | Madre de Patricia Ledesma       | 4.ª expulsada (66,07%)            |
| Frank Francés           | Madrid      | Expareja de Bárbara Rey         | 3.er expulsado (74,6%)            |
| Aramís Fuster           | Barcelona   | Bruja                           | Abandono voluntario               |
| Estíbaliz Sanz          | Vizcaya     | Modelo, Chica Playboy           | 2.ª expulsada (74,19%)            |
| Jorge Berrocal          | Zaragoza    | Concursante de Gran Hermano 1   | 1.er expulsado (50,10%)           |

### Estaditicas Semanales
|             | Gala 1         | Gala 1         | Gala 2               | Gala 3           | Gala 4                  | Gala 5        | Gala 6         | Gala 7        | Gala 8        | Gala 9         | Gala 10            | Gala 11        | Final       | Final                                  |
| ----------- | -------------- | -------------- | -------------------- | ---------------- | ----------------------- | ------------- | -------------- | ------------- | ------------- | -------------- | ------------------ | -------------- | ----------- | -------------------------------------- |
| Yola        | Entra          | Salvada        | Salvada              | Nominada         | Nominada                | Nominada      | Salvada        | Salvada       | Salvada       | Nominada       | Favorita           | Favorita       | Finalista   | Ganadora                               |
| Pocholo     | Entra          | Salvado        | Salvado              | Salvado          | Abandona                |               | Regresa        | Salvado       | Salvado       | Salvado        | Salvado            | Salvado        | Finalista   | 2.º finalista                          |
| Malena      |                |                |                      | Entra            | Salvada                 | Salvada       | Salvada        | Salvada       | Nominada      | Favorita       | Salvada            | Nominada       | Finalista   | 3.ª finalista                          |
| Lino        |                |                |                      |                  |                         |               | Entra          | Favorito      | Salvado       | Salvado        | Nominado           | Nominado       | Expulsado   |                                        |
| Eliane      |                |                |                      |                  |                         |               |                |               |               | Entra          | Nominada           | Expulsada      |             |                                        |
| Juan Miguel | Entra          | Salvado        | Favorito             | Salvado          | Salvado                 | Nominado      | Salvado        | Salvado       | Favorito      | Nominado       | Expulsado          |                |             |                                        |
| Dinio       | Entra          | Favorito       | Abandona             | Regresa          | Favorito                | Salvado       | Favorito       | Salvado       | Salvado       | Nominado       | Abandona           |                |             |                                        |
| Chonchi     |                |                |                      |                  |                         |               | Entra          | Nominada      | Nominada      | Expulsada      |                    |                |             |                                        |
| Tamara      | Entra          | Salvada        | Salvada              | Favorita         | Salvada                 | Favorita      | Nominada       | Nominada      | Expulsada     |                |                    |                |             |                                        |
| Israel      |                |                |                      |                  |                         | Entra         | Nominado       | Expulsado     |               |                |                    |                |             |                                        |
| Encarni     | Entra          | Nominada       | Nominada             | Nominada         | Salvada                 | Nominada      | Expulsada      |               |               |                |                    |                |             |                                        |
| Frank       | Entra          | Salvado        | Salvado              | Salvado          | Nominado                | Expulsado     |                |               |               |                |                    |                |             |                                        |
| Aramís      | Entra          | Salvada        | Salvada              | Salvada          | Abandona                |               |                |               |               |                |                    |                |             |                                        |
| Estíbaliz   | Entra          | Salvada        | Nominada             | Expulsada        |                         |               |                |               |               |                |                    |                |             |                                        |
| Jorge       | Entra          | Nominado       | Expulsado            |                  |                         |               |                |               |               |                |                    |                |             |                                        |
|             |                |                |                      |                  |                         |               |                |               |               |                |                    |                |             |                                        |
| Expulsados  |                |                | Jorge 50,10%         | Estíbaliz 74,19% | Expulsión cancelada*    | Frank 74,36%  | Encarni 66,07% | Israel 55,38% | Tamara 73,95% | Chonchi 60,63% | Juan Miguel 58,63% | Elianne 32,54% | Lino 27,21% | Malena 21,08% (Entre 3) Pocholo 44,67% |
| Salvados    | Encarni 49,90% | Encarni 25,81% | Encarni 50% Yola 50% | Yola 25,64%      | Juan Miguel Yola 33,93% | Tamara 44,62% | Chonchi 26,05% | Malena 39,37% | Yola 41,37%   | Lino 67,46%    | Malena 72,79%      | Yola 55,33%    |             |                                        |

(*) Debido al abandono de Pocholo y Aramís Fuster, la expulsión fue cancelada.

## Críticas y controversias
Hotel Glam se convirtió rápidamente en uno de los programas más polémicos de la televisión española, siendo tachado por muchos medios como un exponente de la «telebasura». El contenido del programa fue objeto de críticas tanto por su vulgaridad como por su falta de respeto hacia la privacidad y el pudor. De este modo, medios como El Semanal TV o El País, consideraron que el programa representaba el triunfo de la vulgaridad en la televisión. Entre otros aspectos, destacaban que la «desvergüenza, la ordinariez y la vulgaridad» se habían convertido en las características predominantes de la televisión a comienzos del siglo XXI.
Por otro lado, la polémica llegó incluso a la política, cuando el entonces presidente del Gobierno de España, José María Aznar, se pronunció sobre el programa en una entrevista con Luis del Olmo en la emisora de radio Onda Cero. Aznar calificó el programa como un ejemplo de personas «que no saben quiénes son ni de dónde han salido», criticando las actitudes y comportamientos exhibidos por los concursantes. A estas declaraciones respondieron las concursantes Yola Berrocal y Malena Gracia, cuya irónica contestación defendiendo el programa se volvió viral, lo que generó más controversia aún en los medios. Ambas aseguraron que no eran «telebasura» y que respetaban la opinión de Aznar, aunque defendían su papel en el programa como un ejemplo de personas normales y religiosas.
La polémica generada por el programa, junto con las fuertes críticas sobre su contenido inapropiado, llevó a Gestmusic a abandonar la idea de producir nuevas ediciones. Tras la finalización de Hotel Glam, Paolo Vasile, consejero delegado de Telecinco, reconoció que el programa había sido un «error» y que se había «escapado de las manos» desde el principio, afirmando que los errores comenzaron desde la selección de los concursantes, confundiendo a los personajes VIP con personas que eran simplemente conocidas, lo que llevó a una serie de problemas con los participantes del programa.
Por otra parte, el formato fue también explotado por otros programas de la misma productora, como Crónicas marcianas, que aprovechó la popularidad de los concursantes para incrementar su audiencia. Los concursantes del reality show visitaban frecuentemente el plató de Crónicas marcianas, donde participaban en discusiones y escenas que continuaban el espectáculo creado en Hotel Glam.
Por último, a pesar de las críticas, Hotel Glam dejó un legado como uno de los primeros reality shows que mostraban en televisión contenidos explícitos, como agresiones verbales y físicas, escenas de desnudos y prácticas esotéricas, lo que contribuyó a su fama y, al mismo tiempo, a su reputación como un ejemplo de «telebasura» en España.

## Audiencia
| Edición                     | Fecha de emisión | Cadena    | Espectadores | Cuota de pantalla | Gran final |
| --------------------------- | ---------------- | --------- | ------------ | ----------------- | ---------- |
| Hotel Glam: Primera edición | 2003             | Telecinco | 4.029.000    | 25,7%             | 31,2%      |